# Selenografické souřadnice

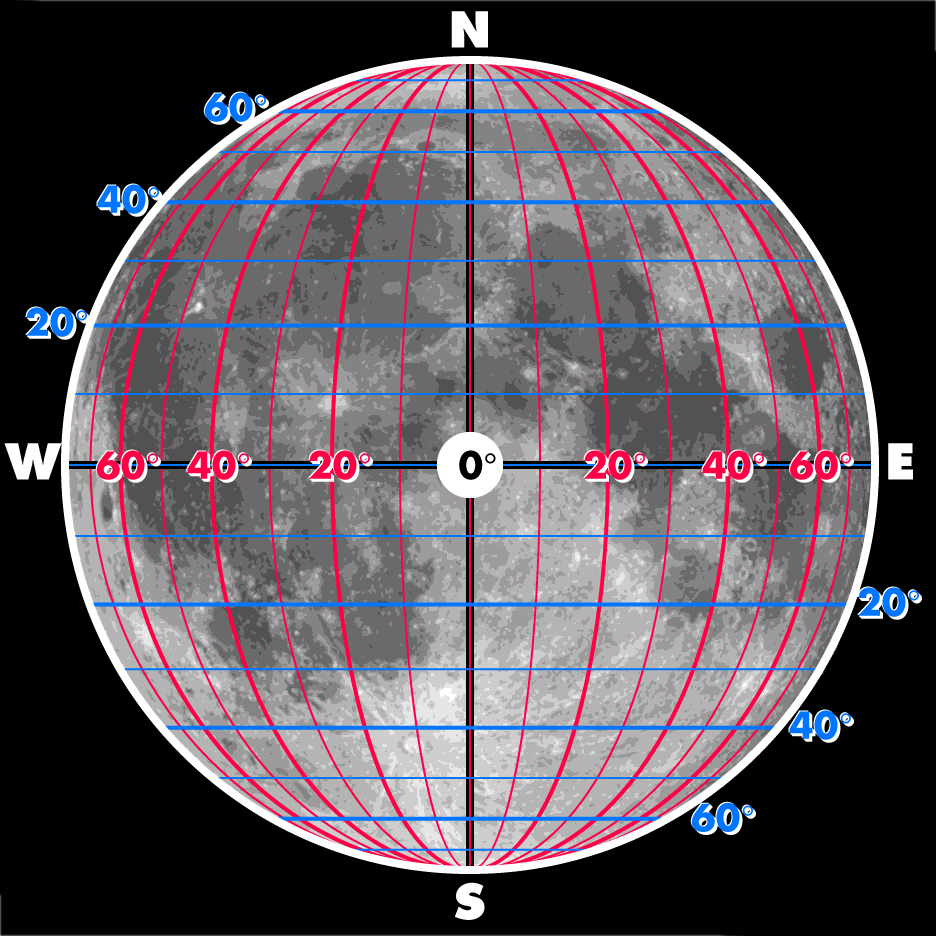

Selenografické souřadnice jsou souřadnice používané pro orientaci na měsíčním povrchu. Každý bod na měsíčním povrchu je určen dvěma číselnými údaji, které mohou být přirovnány k zeměpisné šířce a zeměpisné délce na Zemi.

## Selenografická šířka a délka
Selenografická (měsíční) délka je určena úhlovou vzdáleností na východ nebo na západ od nultého poledníku na Měsíci, selenografická šířka je určena úhlovou vzdáleností na jih nebo na sever od měsíčního rovníku. Nultý poledník a rovník se na Měsíci protínají v oblasti Sinus Medii (Záliv středu) nacházejícím se přibližně uprostřed přivrácené polokoule Měsíce.
- Selenografická šířka - bývá mimo číslic označena anglickými písmeny N (North - sever) nebo S (South - jih). Pokud není písmeno uvedeno, kladná hodnota čísla znamená sever, záporná jih.
- Selenografická délka - bývá mimo číslic označena anglickými písmeny W (West - západ) nebo E (East - východ). Pokud není písmeno uvedeno, kladná hodnota čísla znamená východ, záporná západ.

Západ a východ na Měsíci byl až do roku 1961 definován z pohledu ze Země. V tomto roce se Mezinárodní astronomická unie rozhodla, že východ bude určen z pohledu pozorovatelů na Měsíci, tzn. že slunce pro pozorovatele na měsíčním povrchu bude vycházet na východě.
Protože v oblasti průsečíku měsíčního poledníku a rovníku se nenachází žádný význačný bod, v praxi vycházejí astronomové z místa na Měsíci nazvaného Mösting A, což je malý druhotný kráter u kráteru Mösting nacházejícího se poblíž Sinus Medii. Souřadnice tohoto malého kráteru jsou: selenografická šířka: 3° 12' 43,2" jižně od rovníku, selenografická délka: 5° 12' 39,6" západně od nultého poledníku.

## Colongitudo
Colongitudo (zkratka col.) je selenografická délka ranního terminátoru (rozhraní mezi dnem a nocí při „svítání“), která se počítá od základního (nultého) poledníku směrem k západu jako průsečík s měsíčním rovníkem. Jeho hodnota roste od 0° do 360° ve směru postupujícího terminátoru, dle ní lze poznat, nad kterými oblastmi na povrchu Měsíce vychází Slunce. Ranní terminátor vytváří na povrchu Měsíce polokružnici, kde začíná svítit Slunce. Jak Měsíc pokračuje ve své dráze, tato polokružnice (respektive s večerním terminátorem celá kružnice - kompletní terminátor) se pohybuje v selenografické délce. Pro večerní terminátor je třeba přičíst 180°.
Nízký úhel slunečního světla způsobuje to, že objekty na povrchu Měsíce vrhají ostré stíny, tudíž jsou tyto objekty poblíž terminátoru vhodné pro pozorování či fotografování s pomocí teleskopu. Pozorovatel tak musí znát polohu terminátoru, aby si mohl sestavit plán vybraných objektů, které hodlá zkoumat. K tomuto účelu slouží colongitudo.
První čtvrť je při col. 0°, úplněk kolem col. 90°, poslední čtvrť při col. 180° a nov při col. 270°.